# Ptiloxena atroviolacea
Ptiloxena atroviolacea é uma espécie de ave da família Icteridae.
É endémica de Cuba.
Os seus habitats naturais são: florestas subtropicais ou tropicais húmidas de baixa altitude e florestas secundárias altamente degradadas.